# マサミトゥラ (ハリスコ州)
マサミトゥラ（Mazamitla）は、メキシコのハリスコ州にある自治体。プエブロ・マヒコ選出。